# Trophonopsis elegantulus
Trophonopsis elegantulus är en snäckart som först beskrevs av Dall 1907.  Trophonopsis elegantulus ingår i släktet Trophonopsis och familjen purpursnäckor. Inga underarter finns listade i Catalogue of Life.